# Lista de municípios do Tocantins por IFDM
Esta é uma lista de municípios do Tocantins ordenados por Índice FIRJAN de Desenvolvimento Municipal (IFDM) conforme dados divulgados pelo Sistema FIRJAN em 2015 com base no ano de 2013.
O Índice FIRJAN de Desenvolvimento Municipal (IFDM) é um estudo anual criado para acompanhar o desenvolvimento humano, econômico e social dos municípios do Estado do Rio de Janeiro e do Brasil (5.565 no total), com base exclusivamente em estatísticas oficiais. Ele leva em conta três indicadores: emprego e renda como um único indicador e educação e saúde como indicadores separados, cada qual com um conjunto respectivo de variáveis. Devido às suas características, a ferramenta tem servido como uma fotografia de políticas públicas e como fonte para "estudos nacionais e internacionais a respeito do desenvolvimento brasileiro". Mesmo porque seu resultado é capaz de retratar o nível de desenvolvimento de cada cidade e, assim, dar uma ideia sobre a qualidade de vida de seus cidadãos.
O IFDM é semelhante ao Índice de Desenvolvimento Humano (IDH), calculado pela ONU. Uma diferença entre ambos é que os dados do IFDM “podem ser coletados todo ano”, ao passo que os do IDH só são levantados uma vez por década, pois dependem de “dados do censo demográfico, realizado a cada 10 anos.”

## Categorias

Mapa dos municípios do Tocantins por IFDM em 2013Legenda:
Alto (nenhum município)
Moderado (87 municípios)
Regular (51 municípios)
Baixo (nenhum município)
Sem dados (1 município)

O índice varia de zero (valor mínimo) até 1 (valor máximo), sendo considerado:
- Alto, resultados superiores a 0,8 pontos;
- Moderado, resultados entre 0,6 e 0,8 pontos;
- Regular, resultados entre 0,4 e 0,6 pontos;
- Baixo, resultados inferiores a 0,4 pontos;

## Lista dos municípios
| Posição                  | Município                    | IFDM Consolidado (2013) |
| Desenvolvimento alto     | Desenvolvimento alto         | Desenvolvimento alto    |
| ------------------------ | ---------------------------- | ----------------------- |
| nenhum município         |                              |                         |
| Desenvolvimento moderado |                              |                         |
| 1º                       | Araguaína                    | 0.7973                  |
| 2º                       | Palmas                       | 0.7876                  |
| 3º                       | Caseara                      | 0.7318                  |
| 4º                       | Paraíso do Tocantins         | 0.7283                  |
| 5º                       | Colinas do Tocantins         | 0.7186                  |
| 6º                       | Lajeado                      | 0.7167                  |
| 7º                       | Pedro Afonso                 | 0.7061                  |
| 8º                       | Nova Olinda                  | 0.6994                  |
| 9º                       | Cristalândia                 | 0.6949                  |
| 10º                      | Divinópolis do Tocantins     | 0.6942                  |
| 11º                      | Brasilândia do Tocantins     | 0.6940                  |
| 12º                      | Marianópolis do Tocantins    | 0.6899                  |
| 13º                      | Porto Nacional               | 0.6861                  |
| 14º                      | Gurupi                       | 0.6853                  |
| 15º                      | Fátima                       | 0.6825                  |
| 16º                      | Crixás do Tocantins          | 0.6815                  |
| 17º                      | Santa Rosa do Tocantins      | 0.6764                  |
| 18º                      | Pequizeiro                   | 0.6762                  |
| 19º                      | Santa Maria do Tocantins     | 0.6759                  |
| 20º                      | Cariri do Tocantins          | 0.6752                  |
| 21º                      | Natividade                   | 0.6748                  |
| 22º                      | Fortaleza do Tabocão         | 0.6739                  |
| 23º                      | Chapada de Areia             | 0.6699                  |
| 24º                      | Silvanópolis                 | 0.6692                  |
| 25º                      | Jaú do Tocantins             | 0.6691                  |
| 26º                      | Ananás                       | 0.6681                  |
| 27º                      | Lavandeira                   | 0.6672                  |
| 27º                      | Bandeirantes do Tocantins    | 0.6672                  |
| 29º                      | Alvorada                     | 0.6671                  |
| 30º                      | Brejinho de Nazaré           | 0.6660                  |
| 31º                      | Aparecida do Rio Negro       | 0.6657                  |
| 32º                      | Aliança do Tocantins         | 0.6612                  |
| 33º                      | Arraias                      | 0.6608                  |
| 34º                      | São Valério da Natividade    | 0.6601                  |
| 34º                      | Itaporã do Tocantins         | 0.6601                  |
| 36º                      | Porto Alegre do Tocantins    | 0.6581                  |
| 37º                      | Santa Tereza do Tocantins    | 0.6577                  |
| 37º                      | Tupirama                     | 0.6577                  |
| 39º                      | Santa Fé do Araguaia         | 0.6575                  |
| 40º                      | Novo Alegre                  | 0.6572                  |
| 41º                      | Guaraí                       | 0.6567                  |
| 42º                      | Wanderlândia                 | 0.6566                  |
| 43º                      | Xambioá                      | 0.6559                  |
| 44º                      | Taipas do Tocantins          | 0.6554                  |
| 44º                      | Augustinópolis               | 0.6554                  |
| 46º                      | Novo Acordo                  | 0.6507                  |
| 46º                      | Dueré                        | 0.6507                  |
| 48º                      | Barra do Ouro                | 0.6451                  |
| 49º                      | Nova Rosalândia              | 0.6446                  |
| 50º                      | Aguiarnópolis                | 0.6435                  |
| 51º                      | Darcinópolis                 | 0.6432                  |
| 52º                      | Bernardo Sayão               | 0.6404                  |
| 53º                      | Tocantinópolis               | 0.6397                  |
| 54º                      | Talismã                      | 0.6385                  |
| 55º                      | Tupiratins                   | 0.6379                  |
| 56º                      | Abreulândia                  | 0.6348                  |
| 57º                      | Pugmil                       | 0.6335                  |
| 58º                      | Rio da Conceição             | 0.6325                  |
| 59º                      | Dois Irmãos do Tocantins     | 0.6305                  |
| 60º                      | Cachoeirinha                 | 0.6304                  |
| 61º                      | Palmeirópolis                | 0.6285                  |
| 62º                      | Bom Jesus do Tocantins       | 0.6281                  |
| 63º                      | Arapoema                     | 0.6273                  |
| 64º                      | Couto de Magalhães           | 0.6256                  |
| 65º                      | Riachinho                    | 0.6240                  |
| 66º                      | Combinado                    | 0.6228                  |
| 67º                      | Sítio Novo do Tocantins      | 0.6215                  |
| 68º                      | Peixe                        | 0.6211                  |
| 69º                      | Babaçulândia                 | 0.6206                  |
| 70º                      | Araguaçu                     | 0.6190                  |
| 71º                      | Mateiros                     | 0.6176                  |
| 72º                      | Luzinópolis                  | 0.6163                  |
| 73º                      | Itapiratins                  | 0.6125                  |
| 74º                      | São Bento do Tocantins       | 0.6122                  |
| 75º                      | Carmolândia                  | 0.6117                  |
| 76º                      | Esperantina                  | 0.6097                  |
| 77º                      | Ponte Alta do Tocantins      | 0.6092                  |
| 78º                      | Dianópolis                   | 0.6077                  |
| 79º                      | Pau d'Arco                   | 0.6066                  |
| 80º                      | Rio dos Bois                 | 0.6058                  |
| 81º                      | São Sebastião do Tocantins   | 0.6038                  |
| 82º                      | Santa Rita do Tocantins      | 0.6036                  |
| 83º                      | Praia Norte                  | 0.6035                  |
| 83º                      | Pium                         | 0.6035                  |
| 85º                      | Oliveira de Fátima           | 0.6033                  |
| 86º                      | Pindorama do Tocantins       | 0.6020                  |
| 87º                      | Lagoa do Tocantins           | 0.6019                  |
| Desenvolvimento regular  |                              |                         |
| 88º                      | Rio Sono                     | 0.5993                  |
| 89º                      | Centenario                   | 0.5991                  |
| 90º                      | Aragominas                   | 0.5984                  |
| 91º                      | Muricilândia                 | 0.5950                  |
| 92º                      | Ponte Alta do Bom Jesus      | 0.5943                  |
| 93º                      | Novo Jardim                  | 0.5940                  |
| 94º                      | Almas                        | 0.5916                  |
| 95º                      | Taguatinga                   | 0.5914                  |
| 96º                      | Axixá do Tocantins           | 0.5899                  |
| 97º                      | Miracema do Tocantins        | 0.5880                  |
| 98º                      | Monte Santo do Tocantins     | 0.5873                  |
| 99º                      | Angico                       | 0.5862                  |
| 100º                     | Lagoa da Confusão            | 0.5850                  |
| 101º                     | Juarina                      | 0.5826                  |
| 102º                     | São Salvador do Tocantins    | 0.5821                  |
| 103º                     | Formoso do Araguaia          | 0.5816                  |
| 104º                     | Ipueiras                     | 0.5811                  |
| 105º                     | Sampaio                      | 0.5793                  |
| 106º                     | Palmeiras do Tocantins       | 0.5789                  |
| 107º                     | São Félix do Tocantins       | 0.5772                  |
| 108º                     | Araguatins                   | 0.5755                  |
| 109º                     | Figueirópolis                | 0.5747                  |
| 110º                     | Sucupira                     | 0.5738                  |
| 111º                     | Barrolândia                  | 0.5736                  |
| 112º                     | Buriti do Tocantins          | 0.5689                  |
| 113º                     | Araguacema                   | 0.5650                  |
| 114º                     | Presidente Kennedy           | 0.5637                  |
| 115º                     | Araguanã                     | 0.5633                  |
| 116º                     | Maurilândia do Tocantins     | 0.5621                  |
| 117º                     | Campos Lindos                | 0.5578                  |
| 118º                     | Santa Terezinha do Tocantins | 0.5530                  |
| 119º                     | Paranã                       | 0.5527                  |
| 120º                     | São Miguel do Tocantins      | 0.5519                  |
| 121º                     | Tocantínia                   | 0.5477                  |
| 122º                     | Chapada da Natividade        | 0.5445                  |
| 123º                     | Filadélfia                   | 0.5430                  |
| 124º                     | Piraquê                      | 0.5423                  |
| 125º                     | Lizarda                      | 0.5404                  |
| 126º                     | Carrasco Bonito              | 0.5366                  |
| 127º                     | Miranorte                    | 0.5337                  |
| 127º                     | Goianorte                    | 0.5337                  |
| 129º                     | Palmeirante                  | 0.5300                  |
| 130º                     | Monte do Carmo               | 0.5268                  |
| 131º                     | Aurora do Tocantins          | 0.5125                  |
| 132º                     | Conceição do Tocantins       | 0.5117                  |
| 133º                     | Nazaré                       | 0.5104                  |
| 133º                     | Goiatins                     | 0.5104                  |
| 135º                     | Sandolândia                  | 0.4969                  |
| 136º                     | Recursolândia                | 0.4910                  |
| 137º                     | Itacajá                      | 0.4909                  |
| 138º                     | Itaguatins                   | 0.4892                  |
| Desenvolvimento baixo    |                              |                         |
| nenhum município         |                              |                         |
| Sem dados                |                              |                         |
| Colméia                  |                              |                         |